# 雷索希爾卡 (扎庫普內市鎮)
49°8′55″N 26°16′6″E / 49.14861°N 26.26833°E
雷索希爾卡（烏克蘭語：Лисогірка），是烏克蘭的村落，位於該國西部赫梅利尼茨基州，由卡緬涅茨-波多利斯基區扎庫普內市鎮負責管轄，面積0.34平方公里，海拔高度358米，2001年人口112，人口密度每平方公里331.4人。